# Неттлз, Джон
Джон Неттлз (англ. John Nettles; род. 11 октября 1943, Корнуолл, Великобритания) — британский актёр театра и кино.

## Биография
Джон Неттлз родился 11 октября 1943 года в Корнуолле (Великобритания). Воспитывался в семье приёмных родителей.
После окончания школы Джон поступил в Саутгемптонский университет, где изучал историю и философию. Прежде чем стать актёром, он работал преподавателем.
Театральная карьера Неттлза началась с Королевского театра в Лондоне. С 1967 по 1970 годы он появлялся на разных сценах, в том числе в Саутгемптоне, Бристоле и Стратфорде.
В 1970-е годы Джон Неттлз продолжил свою актёрскую деятельность на телевидении. Настоящий успех пришёл к нему в 1983 году, когда актёр появился на экранах в качестве сержанта Джима Бержерака, главного героя популярного телесериала «Бержерак». Он продолжал сниматься в этом фильме вплоть до 1993 года. Помимо телевизионной деятельности, Джон Неттлз в эти годы работал также актёром на радио.
С 1997 года Джон наиболее известен зрителю в качестве старшего инспектора Барнаби из популярного британского детективного телесериала «Чисто английские убийства» («Убийства в Мидсомере»), в котором он снимался в главной роли вплоть до 14-го сезона (до 2011 года).
В настоящее время Джон Неттлз живёт со своей второй женой Кэтрин недалеко от Стратфорда.
Неттлз также является автором нескольких книг: «Джерси Бержерака» (1988), «Джерси Джона Нетлза» (1992) и «Нагота в общественном месте» (1991).

## Фильмография
- Sindy: The Fairy Princess (видео) (2003)
- Собака Баскервилей (ТВ) (2002)
- Tourist Trap, The (1998)
- Millennium Time-bomb, The (1998)
- Hunt, The (1997)
- Чисто английские убийства (Убийства в Мидсомере) (телесериал) (1997—2011)
- Все люди смертны (1995)
- Ромео и Джульетта (ТВ) (1994)
- French and Saunders (сериал) (1987—2004)
- Boon (сериал) (1986—1992)
- Робин Гуд (сериал) (1984—1986)
- Bergerac (сериал) (1981—1991)
- Merchant of Venice, The (ТВ) (1980)
- Arnhem: The Story of an Escape (ТВ) (1976)
- Приключения Чёрного Красавчика (сериал) (1972—1974)
- A Family at War (сериал) (1970—1972)
- Ещё один раз (1970)
- Red, White, and Black, The (1970)